# Deossicitidilato 5-idrossimetiltransferasi
La deossicitidilato 5-idrossimetiltransferasi è un enzima appartenente alla classe delle transferasi, che catalizza la seguente reazione:
5,10-metilenetetraidrofolato + H2O + deossicitidilato ⇄ tetraidrofolato + 5-idrossimetildeossicitidilato